# Excideuil
Excideuil (tiếng Occitan là Eissiduelh) là một xã của Pháp, nằm ở tỉnh Dordogne trong vùng Aquitaine của Pháp. 

## Thông tin nhân khẩu
| Năm    | 1962  | 1968  | 1975  | 1982  | 1990  | 1999  | 2006  |
| ------ | ----- | ----- | ----- | ----- | ----- | ----- | ----- |
| Dân số | 1 578 | 1 660 | 1 663 | 1 535 | 1 414 | 1 318 | 1 318 |